# PLAYLIST
『PLAYLIST』（プレイリスト）は、2018年10月24日（23日深夜）から毎月最終水曜日（最終火曜日深夜）の1時58分から3時08分にTBSテレビ（関東ローカル）にて放送されている音楽番組である。

## 概要
2010年4月から2018年9月まで毎月最終火曜日（最終月曜日深夜）に放送されていた音楽番組『ライブB♪』（TBSテレビ）の後継にあたる音楽番組である。
「2018年10月のPLAYLIST」のように、毎月番組オリジナルのプレイリストをライブで提案するコンセプトの音楽番組である。
出演するアーティストは次世代のアーティストが起用されている。毎回概ね7、8組のアーティストが出演する。
前身の『ライブB♪』が2015年1月以降MC不在であったの同じく、本番組でもMC不在で番組が進行される。
各アーティストの登場について、最初にナレーションでMVなどを交えながら各アーティストの紹介がされ、トークパート、ライブパートと続くのが基本の番組進行になる。
トークパートは背面に赤バックに白抜き文字「PLAYLIST」の番組ロゴが映し出されている以外は真っ白なスタジオで収録される。トークパートでカットされた部分について番組公式X（旧 Twitter）にて番組未公開シーンとして公開されることがある。
ライブパートでは前身の『ライブB♪』同様、基本的にはフルサイズでパフォーマンスが行われる。
番組のナレーターは番組開始の2018年10月24日（23日深夜）から2024年5月1日（4月30日深夜）放送回までは中村ゆりかが務めていた。2024年5月29日（28日深夜）放送回より御手洗菜々（TBSアナウンサー）が務めている。
番組公式サイトには各放送回の出演アーティスト紹介及び歌唱曲のバックナンバーが掲載されている。